# 강원특별자치도교육청교육연수원
강원특별자치도교육청교육연수원(江原特別自治道敎育廳敎育硏修院, Gangwon-Do Educational Training Institute)은 교직원 및 교육전문직의 자질 함양과, 직무수행 능력을 배양하고, 투철한 교직관 확립으로 교육선진화를 도모하기 위하여 대한민국 강원특별자치도교육청 산하에 설치된 소속기관이다.

## 연혁
- 1990년 1월 25일 강원도교원연수원 개원
- 2001년 1월 1일 강원도교육연수원으로 원명 변경
- 2001년 3월 19일 원격연수원 지정

## 조직
- 원장
  - 교원연수부
  - 행정연수부
  - 총무부